# Rolde
Rolde (52° 59′ N, 6° 39′ L) é uma cidade dos Países Baixos, na província de Drente. Rolde pertence ao município de Aa en Hunze, e está situada a seis quilômetros, a leste de Assen.
Em 2001, a cidade de Rolde tinha 3558 habitantes. A área urbana da cidade é de 1.4 quilômetros quadrados, e tem 1585 residências. A área de Rolde, que também inclui as partes periféricas da cidade, bem como a zona rural circundante, tem uma população estimada em 4160 habitantes.